# Congrès permanent de la lenga occitana
Der Congrès permanent de la lenga occitana (deutsch: Ständiger Kongress der okzitanischen Sprache) ist ein unabhängiges Organ zur Regulierung, Pflege und Förderung der okzitanischen Sprache. Sitz der Einrichtung ist Pau in Frankreich.

## Geschichte und Funktion
Im Anschluss an die Schaffung des Institut d’Estudis Occitans (I.E.O.) im Jahr 1935 und des Conseil de la langue occitane (C.L.O.) im Jahr 1997 kam es 2011 in Bordeaux zur Gründung des Congrès permanent de la lenga occitana CPLO. Vorbilder waren das Institut d’Estudis Catalans, die Fryske Akademy und Euskaltzaindia, die  Königliche Akademie der Baskischen Sprache. Als erstes bildete sich der Wissenschaftliche Beirat (Conseil scientifique). 2013 tagte zum ersten Mal der Nutzerbeirat (Conseil des usagers). Sitz der Einrichtung ist seit 2022 der Dritte Ort La Ciutat (5 rue de la Fontaine) in Pau. Die Tätigkeit des CPLO erstreckt sich auf die Lexikographie, die Terminologie, die Kontrolle und Schaffung neuer Wörter (Neologie), die Phonologie (Lautung), die Graphie (Schreibung), die Grammatik, die Ortsnamenskunde (Toponymie) und die Übersetzung. Im Internet ist der Kongress mit dem Wörterbuchportal Dicodòc vertreten.